# بنفسج لبناني
البنفسج اللبناني (باللاتينية: Viola libanotica) هو نوع غير مؤكد من النباتات يتبع جنس البنفسج من الفصيلة البنفسجية.

## الموئل والانتشار
موطنه المشرق العربي.